# Kunda, Virajpet
Kunda là một làng thuộc tehsil Virajpet, huyện Kodagu, bang Karnataka, Ấn Độ.